# 버추얼 포토그래피
버추얼 포토그래피(Virtual photography)는 비디오 게임이나 기타 가상 세계의 스크린샷을 찍어 이미지를 생성하는 뉴미디어 아트의 한 형태이다. 버추얼 포토그래피는 전 세계의 실제 미술관에서 소개되었다. 버추얼 포토그래퍼들이 게임 디자이너와 아티스트가 만든 예술 작품의 사진을 찍고 있기 때문에 이 예술 형식의 타당성과 합법성에 대한 의문이 제기되기도 한다. 대부분의 버추얼 포토그래피가는 시각적으로 흥미로운 이미지를 포착하고, 추억을 보존하고, 기술적 전문 지식을 입증하려는 욕구를 포함하여 (버추얼과 반대되는 의미에서) "리얼라이프" 사진가와 동일한 동기를 공유한다.
가장 초기에 알려진 버추얼 포토그래피 작품 중 하나는 에바와 프랑코 마테스의 가장 아름다운 아바타 13개(Thirteen Most Beautiful Avatars)이다. 이는 2006년 세컨드 라이프의 가상 세계에 전시되었다. 이 전시회에는 가상 미술관에 설치된 세컨드 라이프 아바타의 사진이 전시되었다. 그러나 1999년에 출시된 메탈 기어 솔리드 인테그럴에는 게임 자체와 별도로 사진 모드가 포함되어 있어 특정 캐릭터의 사진을 찍을 수 있지만 이미지를 내보낼 수 있는지 여부는 알려져 있지 않다.
2016년 5월 엔비디아는 게임 개발자가 버추얼 포토그래피를 단순화하도록 설계된 무료 카메라 모드를 추가할 수 있는 소프트웨어 개발 키트인 안셀(Ansel)을 공개했다. 안셀은 또한 구글 카드보드와 같은 가상 현실에서 볼 수 있는 360도 사진을 찍는 것도 가능하게 했다. 개발 키트는 2016년 8월 더 위쳐 3: 와일드 헌트에 추가되었다. 2022년 2월부터 안셀은 엔비디아에서 더 이상 지원되지 않는다.
버추얼 포토그래퍼는 때때로 가상 관광객으로 묘사되기도 하는데, 그 이유는 그들의 초점이 게임을 플레이하는 것이 아니라 사진을 찍는 것이기 때문이다. 가상 세계에는 종종 해변, 골프 코스, 랜드마크 레크리에이션과 같은 게임 내 관광 명소가 포함되어 있으므로 방문은 휴가의 한 형태로 간주될 수 있다.
비디오 게임 그래픽이 점점 사실적으로 변하고 2018년에 출시된 레드 데드 리뎀션 2, 2020년에 출시된 더 라스트 오브 어스 파트 II 등 많은 새로운 게임에 버추얼 포토그래피용으로 설계된 사진 모드가 포함되면서 이 형식의 인기가 높아졌다. 버추얼 포토그래피는 2022년 9월 이미지 호스팅 사이트 플리커에 별도의 카테고리로 추가되어 이러한 이미지를 다른 스크린샷과 구별한다.